# Brønshøj-Husum

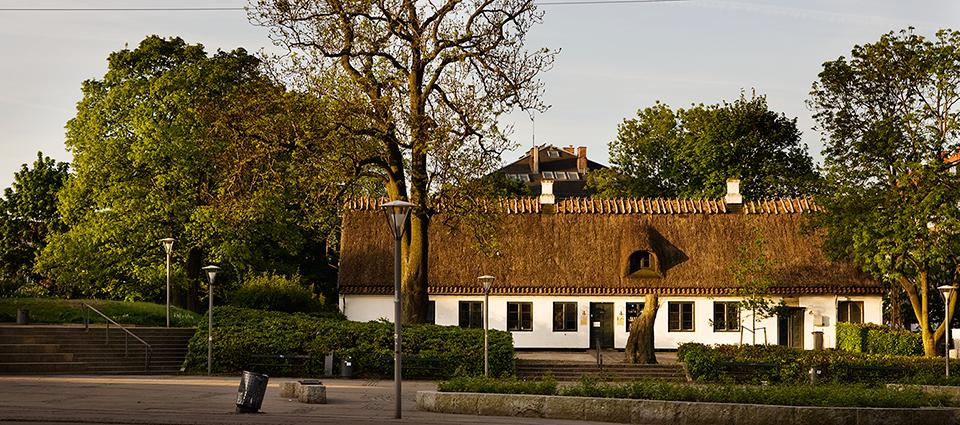
Le musée de Brønshøj situé dans l'ancienne école de cavalerie danoise.

Brønshøj-Husum est un des 10 quartiers de Copenhague situé au nord-ouest de la capitale du Danemark.

## Présentation
Le quartier de Brønshøj-Husum forme un district administratif de Copenhague qui s'étend sur 8,73 km2. Sa population s'élevait à 40 491 habitants lors du recensement de 2011, soit 4 638 habitants au km². Ce district a été formé sur les anciens villages de Brønshøj et de Husum. Il est bordé par d'autres districts de Copenhague, Vanløse au sud, Bispebjerg à l'est, ainsi que par des villes faisant partie de la communauté urbaine de Copenhague, telles que Rødovre à l'ouest et Gladsaxe au nord.